# Roberto Luis Oste
Roberto Luis Oste (Río Cuarto, provincia de Córdoba, Argentina, 30 de mayo de 1970), más conocido como Lute Oste, es un exfutbolista argentino que se desempeñaba como delantero.

## Trayectoria
El Lute Oste comenzó su carrera en Atlanta, con quien pronto conseguiría el ascenso al Nacional B, y luego pasaría a jugar en Defensa y Justicia. Después jugó para el recientemente ascendido Nueva Chicago, donde tuvo gran éxito.
Las buenas temporadas de Oste en segunda división le valieron para dar el salto a Primera. Jugó en San Lorenzo de Almagro, y luego se fue al exterior para recalar en el Emelec, con quien también tendría su única participación en la Copa Libertadores.
Volvió al país para jugar en el Deportivo Español y posteriormente regresaría a la B Nacional para jugar en Huracán de Corrientes, equipo que en esa temporada fue incorporado al torneo y salió campeón.
Tras un breve paso por Belgrano en 1996, siguió su carrera en Talleres, donde volvió a salir campeón en el Campeonato de 1997/98 y dejó una muy buena imagen en los hinchas albiazules, al marcar el recordado gol en la tanda de penales con el que el "matador" venció a su clásico rival Belgrano y logró el ascenso a Primera División. Según cuenta él, ese gol lo marcó de por vida.
Luego pasó a Banfield, donde no tuvo mucha participación al comienzo de la temporada. Debutó en la fecha 20 marcando un gol ante Deportivo Morón. Su carrera lo llevaría por tres clubes más de la Primera B Nacional: Aldosivi, Godoy Cruz y Juventud Antoniana.
Tuvo un breve paso por el exterior. Jugó en Coronel Bolognesi de Perú y en el Deportivo Táchira de Venezuela.
Decidió volver al país en el año 2003, para jugar en la tercera división con el General Paz Juniors de la ciudad de Córdoba, y luego de un breve paso por el Ateneo Vecinos de su ciudad natal e Independiente de la Liga Riojana, finalmente se retiró.
Después de su retiro, fue en tres oportunidades entrenador interino del Club Atlético Talleres, en las temporadas 2005/06 y 2006/07.

## Clubes

### Como jugador
| Club                | División           | País      | Años      | Partidos | Goles |
| ------------------- | ------------------ | --------- | --------- | -------- | ----- |
| Atlanta             | B Metropolitana    | Argentina | 1989-1990 | 19       | 9     |
| Atlanta             | B Nacional         | Argentina | 1990      | 2        | 0     |
| Defensa y Justicia  | B Nacional         | Argentina | 1990-1991 | 42       | 24    |
| Nueva Chicago       | B Nacional         | Argentina | 1991-1992 | 41       | 23    |
| San Lorenzo         | Primera División   | Argentina | 1992-1993 | 26       | 7     |
| Emelec              | Serie A            | Ecuador   | 1993-1994 | 25       | 19    |
| Deportivo Español   | Primera División   | Argentina | 1994-1995 | 15       | 3     |
| Huracán Corrientes  | B Nacional         | Argentina | 1995-1996 | 19       | 11    |
| Belgrano            | Primera División   | Argentina | 1996      | 12       | 0     |
| Talleres            | B Nacional         | Argentina | 1997-1998 | 69       | 23    |
| Banfield            | B Nacional         | Argentina | 1998      | 15       | 5     |
| Aldosivi            | B Nacional         | Argentina | 1999      | 15       | 6     |
| Godoy Cruz          | B Nacional         | Argentina | 2000-2001 | 51       | 9     |
| Juventud Antoniana  | B Nacional         | Argentina | 2001-2002 | 30       | 3     |
| Coronel Bolognesi   | Primera División   | Perú      | 2002      | 6        | 0     |
| Deportivo Táchira   | Primera División   | Venezuela | 2003      | 12       | 3     |
| General Paz Juniors | Argentino A        | Argentina | 2004      | 30       | 3     |
| Ateneo Vecinos      | Liga de Río Cuarto | Argentina | 2004      | ?        | ?     |
| Independiente (LR)  | Liga Riojana       | Argentina | 2003      | ?        | ?     |
| Total               | Total              | Total     | Total     | 407      | 146   |

### Como entrenador
| Club     | División   | País      | Años    | Partidos | Goles |
| -------- | ---------- | --------- | ------- | -------- | ----- |
| Talleres | B Nacional | Argentina | 2005/06 | 11       | 13    |
| Talleres | B Nacional | Argentina | 2006/07 | 12       | 9     |
| Total    |            |           |         | 23       | 22    |

## Palmarés
| Título              | División   | Club                  | País      | Año     |
| ------------------- | ---------- | --------------------- | --------- | ------- |
| Goleador del torneo | B Nacional | Defensa y Justicia    | Argentina | 1990/91 |
| Campeón             | B Nacional | Huracán de Corrientes | Argentina | 1995/96 |
| Campeón             | B Nacional | Talleres              | Argentina | 1997/98 |
| Campeón             | Primera A  | Emelec                | Ecuador   | 1993    |